# USB4

로고

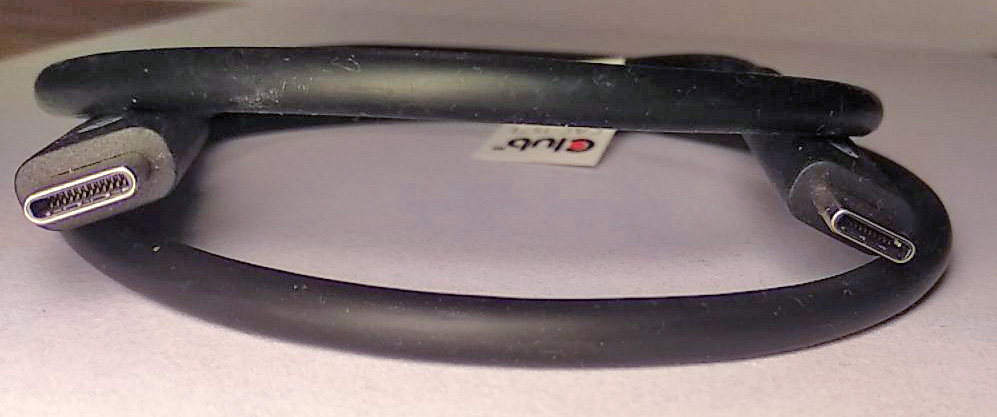
100W 전력 공급이 가능한 USB4 Gen3×2 케이블(40Gbps)

USB4로 판매되고 USB 4.0이라고도 하는 "범용 직렬 버스 4"(Universal Serial Bus 4)는 USB 구현자 포럼에서 2019년 8월 29일에 발표한 범용 직렬 버스 데이터 연결 표준의 새로운 기술 사양이다.
USB4를 사용하면 단일 고속 데이터 링크를 여러 장치와 동적으로 공유할 수 있다. USB4 기기는 20Gbit/s 데이터 전송 속도를 지원해야 하며 선택적으로 40Gbit/s(USB4 버전 1.0), 80Gbit/s(USB4 버전 2.0), 120Gbit/s의 속도도 지원해야 한다. 이전 USB 프로토콜 표준과 달리 USB4에서는 USB-C 커넥터와 USB 전원 공급 사양을 독점적으로 사용해야 한다.
USB4 아키텍처는 USB 3.2 사양을 기반으로 한다. 또한 선더볼트 (인터페이스) 3 프로토콜의 요소도 통합되어 있다. 그러나 선더볼트 3 제품과의 상호 운용성은 선택된 USB4 장치 유형에서만 필수이다.